# FC Mqabba
Der FC Mqabba wurde im Jahr 1957 gegründet und spielt gegenwärtig in der Amateur League II, der vierthöchsten maltesischen Spielklasse. Er stammt aus der Kleinstadt Mqabba im Südwesten Maltas.

## Geschichte
Erstmals wurde in Mqabba, während des Ersten Weltkrieges, in der Saison 1915/1916 Fußball gespielt, diese Mannschaft nannte sich damals „il-Mentna“. Nach dem Ersten Weltkrieg jedoch erlosch die Fußballbegeisterung in Mqabba, bis 1944, erneut. In diesem Jahr wurde eine Mannschaft, die sich ausschließlich aus Soldaten rekrutierte, gegründet, diese spielten bis 1950 Fußball. Im Jahre 1950 wurden die „Mqabba Ramblers“ gegründet. Bereits 1957 wurde ein konkurrierender Verein gegründet, die „Mqabba Hajduks“. Diese beiden Teams hegten eine große Rivalität, bis sie 1961 zum FC Mqabba vereinigt wurden. Zuerst nannte sich dieser Verein „Maqabba Hajduks FC“. Deshalb gilt als Gründungsjahr auch bis heute das Jahr 1957 und nicht das Jahr 1961.
Nachdem der Verein 2006/07 in die Maltese Premier League aufsteigen konnte, stand nach nur einer Saison der Abstieg in die First Division schon vor Saisonende fest. Man stieg zwar 2011 erneut auf, musst jedoch wieder direkt den Abstieg antreten.
In der darauffolgenden Saison stieg der FC Mqabba sogar in die Second Division, die dritte maltesische Liga, ab. in der Saison 2013/2014 gewann der FC Mqabba jedoch die Meisterschaft in der Second Division und spielt seitdem erneut in der First Division.

## Spielstätte
Der Verein trägt seine Spiele im Ta’ Qali-Stadion aus, welches in Ta’ Qali liegt und mit einer Kapazität von 17.000 Plätzen das größte Stadion Maltas ist. Dieses ist auch das Nationalstadion Maltas.